# Косівська дівчина

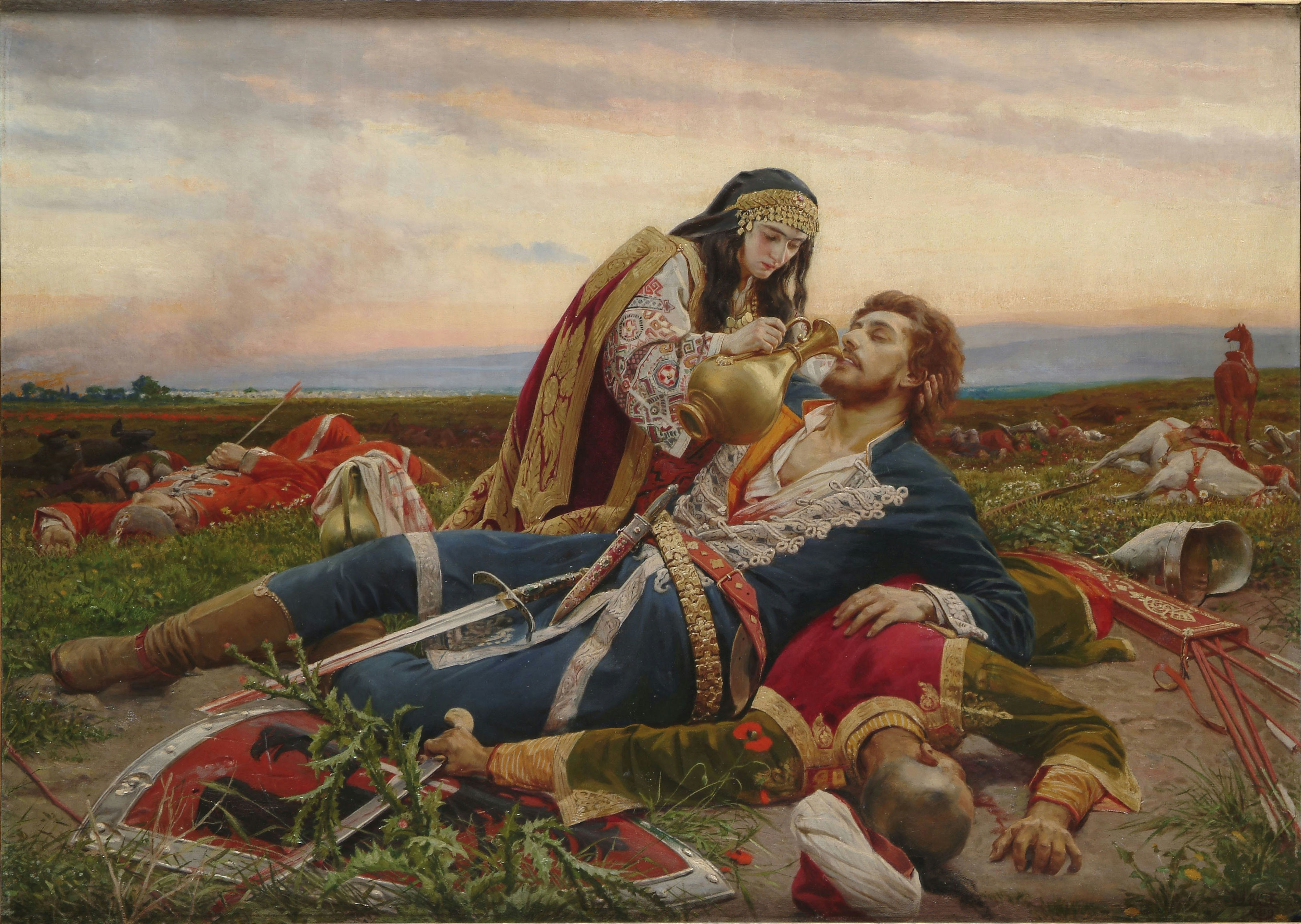
Картина Уроша Предича «Косівська дівчина»

Косівська дівчина (серб. Косовка девојка / Kosovka devojka — «Косовка дівчина»), Дівчина з Косова поля або Косівська дівчинка — героїня сербського епосу, найвідоміша алегорія Сербії та основний символ сербської культури.

## Живопис
Сербський художник Урош Предич є автором картини «Косівська дівчина», написаної в 1919 році (олія). На картині дівчина доглядає за пораненим Павлом Орловичем. Поява картини в 1919 оживила косівський феномен, висловивши повагу і шану сербським солдатам-героям Першої світової війни.

## Скульптура
У 1907 році скульптором Іваном Мештровичем створена скульптура «Косівська дівчина». 

## Кінематограф
У 1989 югославський режисер Здравко Шотра зняв фільм «Битва на Косовому полі». Роль косівської дівчинки виконала Катарина Гойкович. 